# Astragalus baranovii
Astragalus baranovii är en ärtväxtart som beskrevs av Mikhail Grigoríevič Popov. Astragalus baranovii ingår i släktet vedlar, och familjen ärtväxter. Inga underarter finns listade i Catalogue of Life.